# Jan Kolář (inženýr)
Jan Kolář (1. května 1883 Babice – 30. března 1934 Bratislava) byl český inženýr, autor vzpomínek z Ruska, Ázerbájdžánu a Persie.

## Život
Narodil se v Babicích, v dětství se s rodiči stěhoval. Ve dvaceti letech odešel do Gdaňsku, po studiích techniky byl zaměstnán u firmy AEG v Berlíně. V roce 1910 odešel do Petrohradu, kde přijal zaměstnání technického správce závodu akciové společnosti na výrobu armatur. Zde setrval do vyhlášení války Rusku Rakousko–Uherskem, které se tak připojilo k Německu (6. srpna 1914).
Dne 22. srpna 1914 vstoupil v Petrohradu do České družiny (předchůdce Československých legií v Rusku) a odjel do Kyjeva, kde se konal výcvik odvedenců. Ze zdravotních důvodů však výcvik nedokončil a vrátil se na léčení do Petrohradu. Zde byl přidělen k válečnému průmyslu, dojížděl do Finska a Švédska, kde nakupoval stroje a materiál. Ve druhém roce války přesunul do Batumi, kde sídlil hlavní závod vyrábějící ve válečném režimu granáty. V září 1917 odjel do Baku pro propustku do Petrohradu, tu však získal až. 28. října 1917, kdy vypukla bolševická revoluce. Ve všeobecném zmatku se nedostal dál, než na severní Kavkaz a vrátil zpět k břehům Kaspického moře. V Baku nalezl v soukromých strojírnách pro naftový průmysl a setrval zde čtyři roky. Zažil velký pogrom na Azery, rozpoutaný bolševiky po prvotním uchvácení moci v březnu 1918.
Po chaotickém období, kdy se v Baku vystřídala britská a turecká vojska (během jejich přítomnosti vznikly muslimské pogromy na křesťanské Armény) nastalo pro Baku v roce 1919 hospodářský příznivé období. Po zhroucení Děnikinovy armády se Baku ocitlo 26. dubna 1920 v moci bolševiků. Jak Kolář, který se tuto zprávu dozvěděl ve městě Gjandža, byl jedním z mála, kteří získali povolení odcestovat bez majetku do Persie.
I v Persii byl svědkem pokusů o sovětizaci. Zemi opustil 21. června 1923 a po komplikované cestě se mu v Istanbulu podařilo získat československé dokumenty. Do Československa se dostal až 26. prosince 1923.
Ve vlasti pracoval v leteckých dílnách v Olomouci, ve Zbrojovce Brno a v muniční továrně v Bratislavě.

### Rodinný život
Okolo roku 1930 se v Bratislavě oženil s Františkou Vlčkovou, pozdější spisovatelkou.

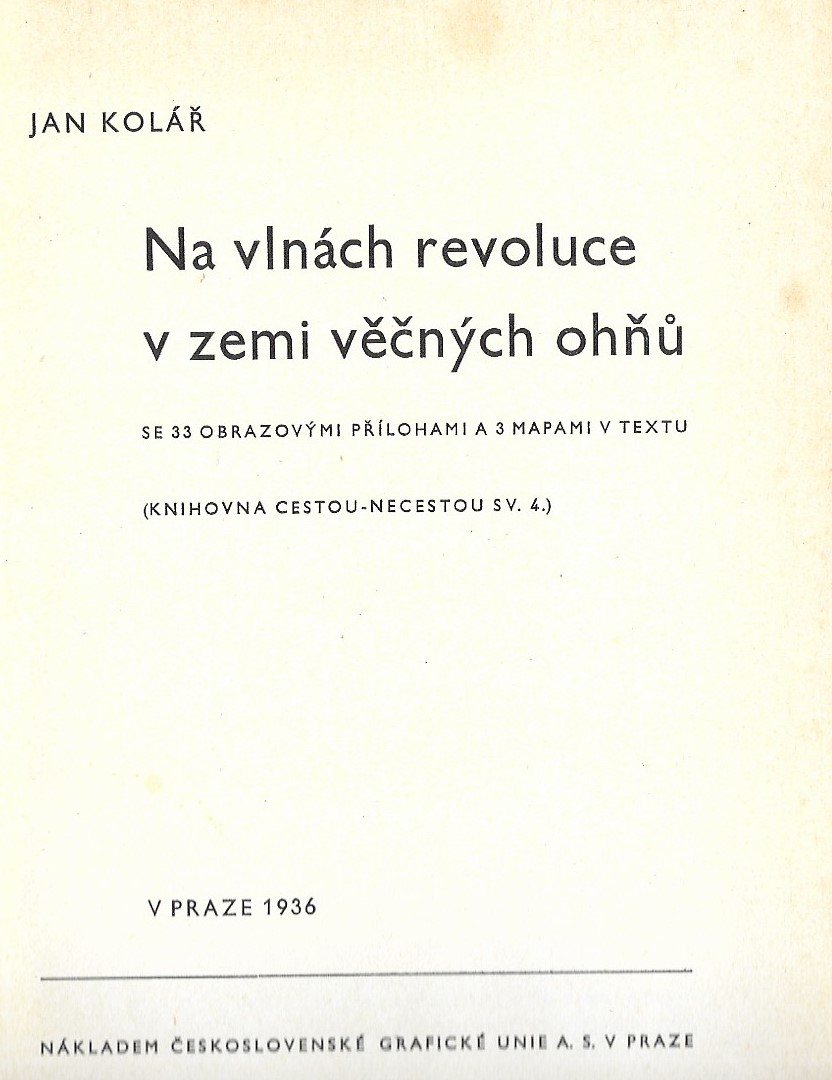
Jan Kolář: Na vlnách revoluce... (titulní strana, 1936)

## Dílo
Jediným dílem Jana Koláře je nedokončená kniha vzpomínek Na vlnách revoluce v zemi věčných ohňů, která zachycuje jeho život od roku 1910 v Petrohradu (přes pobyt v Batumi, Baku a Persii) až do odjezdu z Bejrútu do Československa v roce 1923. Knihu po autorově smrti dokončila a k vydání připravila jeho manželka Františka. Vydala ji Československá grafická unie v roce 1936 s obálkou Zdeňka Buriana; vyšla pouze v jednom vydání.

## Zajímavost
Paměti Jana Koláře přeložil do perštiny íránský překladatel žijící v Praze Reza Mirchi; knižně byl překlad vydán v roce 2005.